# Plebiscito in Romania del 1866
Il plebiscito in Romania del 1866 si svolse dal 14 al 20 aprile 1866 per approvare la nomina di Carlo Ludovico di Hohenzollern-Sigmaringen quale principe regnante. La proposta fu approvata dal 99,97% dei voti espressi, e il principe Karl Ludwig venne successivamente intronizzato come principe Carlo I il 23 ottobre. Il suo titolo fu poi elevato a re di Romania nel 1881.

## Contesto

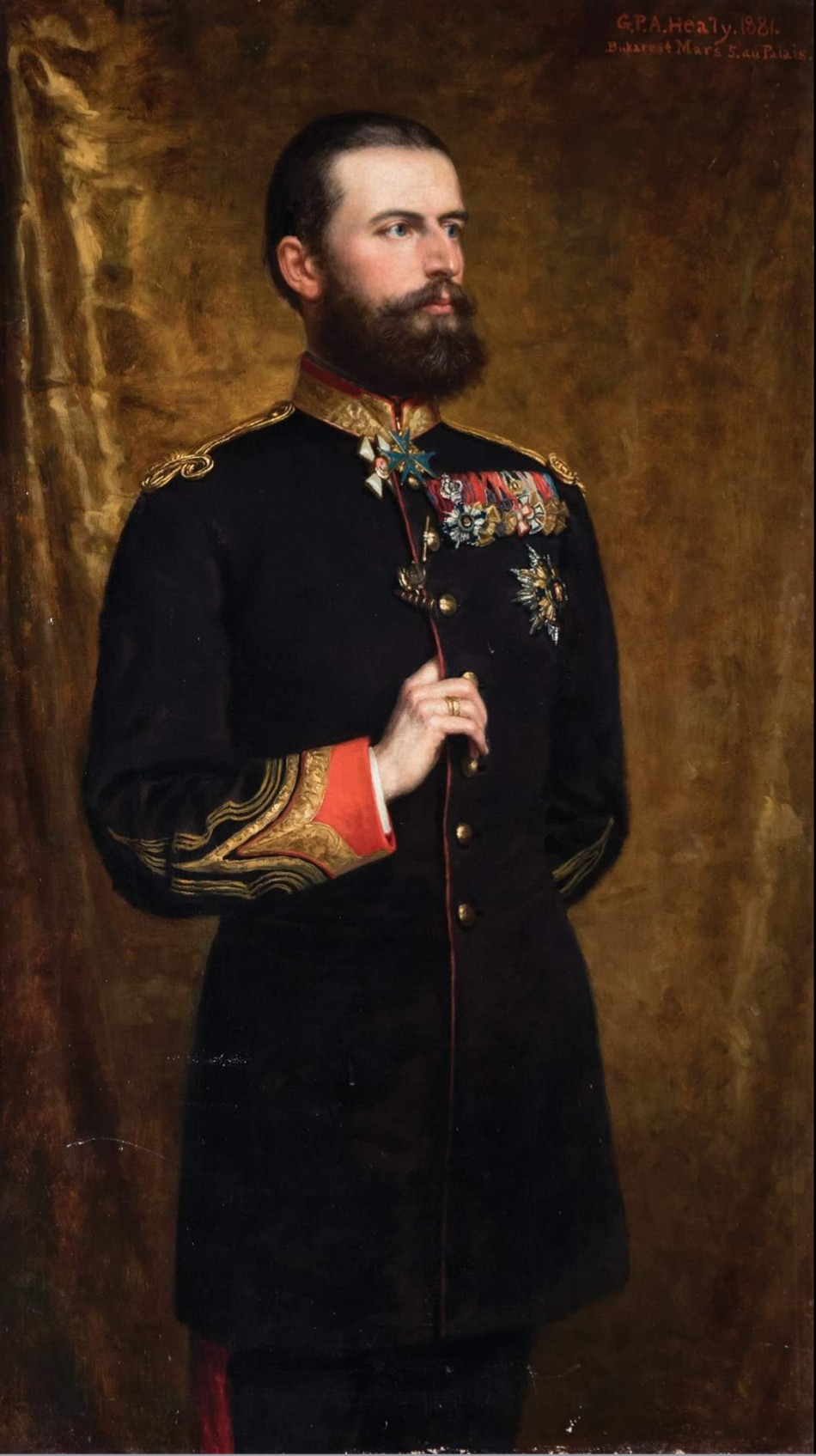
Carlo I di Romania

Il 23 febbraio 1866 i liberali radicali costrinsero il principe Alexandru Ioan Cuza ad abdicare a causa della sua cattiva gestione e ad instaurarono una reggenza provvisoria. Lo stesso giorno, la Camera e il Senato scelsero Filippo del Belgio come principe, ma lui rifiutò.
L'11 aprile 1866, la reggenza scelse allora il principe Carlo di Hohenzollern, che accettò dopo la convocazione di un plebiscito tenutosi dal 14 al 20 aprile 1866.

## Risultati
| Scelta                        | voti    | %      |
| ----------------------------- | ------- | ------ |
| Sì                            | 685.969 | 99,97  |
| No                            | 224     | 0,03   |
| Voti non validi/vuoti         |         | –      |
| Totale                        | 686.193 | 100,00 |
| Elettori registrati/affluenza | 811.030 | 84,60  |
| Fonte: Democrazia Diretta     |         |        |

## Conseguenze
Le potenze europee riconobbero la validità dell'elezione. La sovranità dell'Alta Porta sulla Romania rimane per il momento. Una nuova costituzione entrò in vigore il 1º luglio 1866. Il 23 ottobre 1866, Carlo salì al trono come Carlo I delle Province Unite di Moldavia e Valacchia. Il 9 maggio 1877 le province divennero indipendenti e il 22 maggio 1881 fu incoronato re.